# 池田長正
池田長正（?—1563年），日本戰國時代的武將。父親是池田信正。通稱彌太郎。

## 生平
生年不詳。攝津池田氏是攝津國國人。天文17年（1548年），在父親信正背叛細川晴元並戰敗，被迫切腹後，繼承家督。一時間支配北攝地域，擴大勢力，不過在與三好長慶戰鬥並敗北，於是從屬於三好氏。成為三好氏家臣後，與安見宗房等人戰鬥。
在永祿6年（1563年）死去。繼承人是同族的池田勝正，而池田氏的家臣団出現內部分裂，分成二派並持續爭鬥。

## 外部連結
- 武家家伝＿摂津池田氏 （页面存档备份，存于）